# Tischbein
Tischbein var en tysk målarfamilj, som under senare hälften av 1700-talet lär ha räknat inte mindre än tjugufyra konstnärer. 
Nämnvärda konstnärer i familjen:
- Johann Konrad Tischbein (1712-1778)

- Johann Valentin Tischbein (1715-1767)

- Johann Anton Tischbein (1720-1784)

- Johann Heinrich Tischbein den äldre (1722-1789)

- Johann Jacob Tischbein (1725-1791)

- Anton Wilhelm Tischbein (1730-1804)

- Johann Heinrich Tischbein den yngre (1742-1808)

- Johann Friedrich August Tischbein (1750-1812)

- Johann Heinrich Wilhelm Tischbein (1751-1829)